# Herman Hollerith

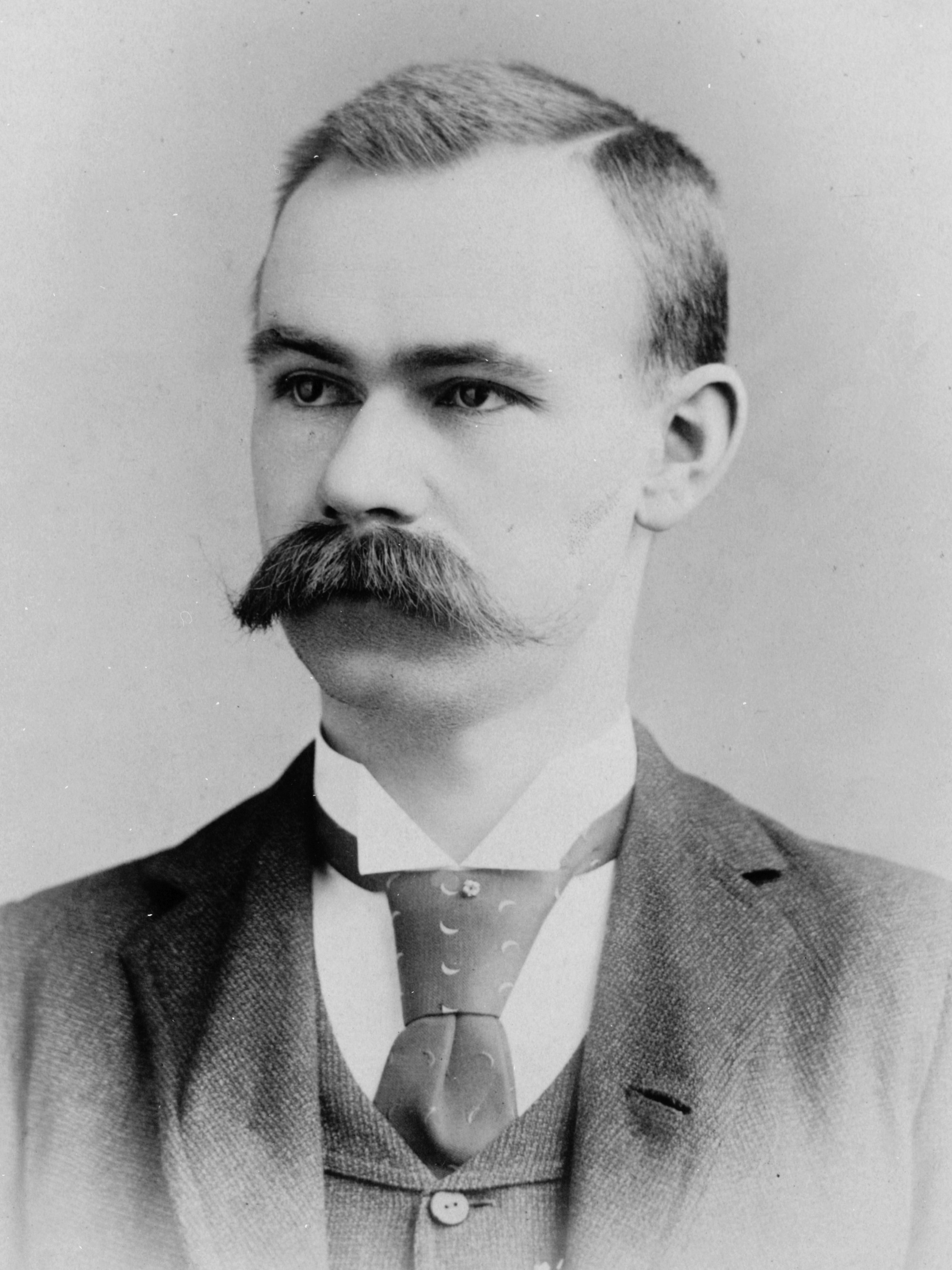
Hollerith în 1888

Herman Hollerith  (n. 29 februarie 1860, Buffalo, New York – d. 17 noiembrie 1929, Washington, D.C.) a fost un statistician american și inventator care a dezvoltat un tabulator mecanic bazat pe cartele perforate pentru a cataloga rapid statistici din milioane de bucăți de date. El a fost fondatorul Tabulating Machine Company, care mai târziu a fuzionat cu alte două companii pentru a deveni IBM. A inventat în 1886 un dispozitiv folosit la recensământul populației din Statele Unite din 1890, dispozitiv care funcționa cu cartele perforate.
Hollerith este considerat ca fiind părintele calcului automat modern. În 1889, Herman Hollerith patentează prima mașină de calculat.

## Legături externe

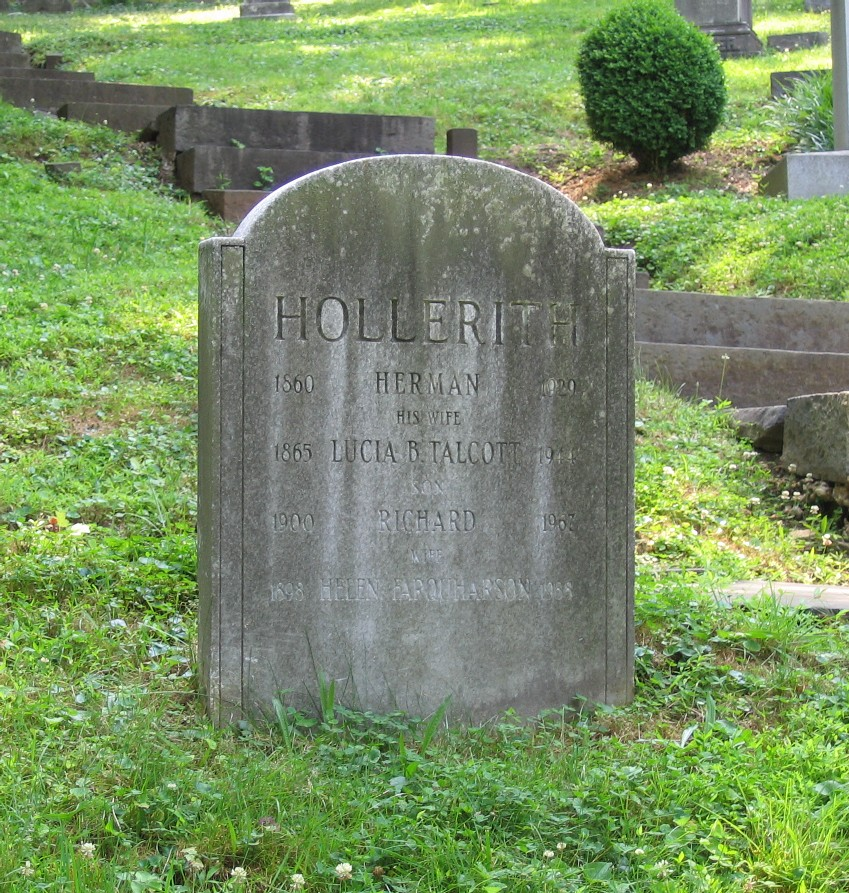
Mormântul lui Hollerith aflat la cimitirul Oak Hill din Georgetown, Washington, D.C.

- Lucrări de sau despre Herman Hollerith în biblioteci (catalog WorldCat)
- Hollerith's patents from 1889: Format:Patent Format:Patent Format:Patent
- Hollerith's 1890 Census Tabulator
- IBM Archives: Herman Hollerith
- IBM Archives: Tabulating Machine Co. plant
- Early Office Museum: Punched Card Tabulating Machines
- Hollerith page at the National Hall of Fame Arhivat în 1 septembrie 2014, la Wayback Machine.
- Map to his gravesite Arhivat în 18 decembrie 2015, la Wayback Machine.
- Columbia University Computing History: Herman Hollerith
- O'Connor, John J.; Robertson, Edmund F., „Herman Hollerith”, MacTutor History of Mathematics archive, University of St Andrews.
- The Norwegian Historical Data Center: Census 1900 Arhivat în 6 august 2013, la Wayback Machine. Includes a description of the use of Hollerith machines ("complicated, American enumeration machines"), together with illustrations.
- Fleishman, Sandra (5 martie 2005). „$8.5 Million And Counting”. Washington Post. Accesat în 4 mai 2010. – Hollerith's house